# Championnats du monde de gymnastique aérobic 2010
Navigation
Ulm 2008 Sofia 2012
Les 11e championnats du monde de gymnastique aérobique ont eu lieu à Rodez en France du 18 au 20 juin 2010.

## Individuel femmes
| Rank | Gymnast                 | Country          | Point  |
| ---- | ----------------------- | ---------------- | ------ |
|      | Marcela Matos Lopez     | Brésil           | 21.800 |
|      | Giulia Bianchi          | Italie           | 21.350 |
|      | Angela McMillan         | Nouvelle-Zélande | 21.250 |
| 4    | Sara Moreno             | Espagne          | 21.100 |
| 5    | Jinxuan Huang           | Chine            | 21.050 |
| 6    | Cristina Simona Nedelcu | Roumanie         | 20.600 |
| 7    | Denitsa Parichkova      | Bulgarie         | 20.450 |
| 8    | Roypim Ngampeeranpong   | Thaïlande        | 20.200 |

## Individuel hommes
| Rank | Gymnast           | Country   | Point  |
| ---- | ----------------- | --------- | ------ |
|      | Morgan Jacquemin  | France    | 22.250 |
|      | Mircea Zamfir     | Roumanie  | 21.600 |
|      | Kieran Gorman     | Australie | 21.500 |
| 4    | Ivan Parejo       | Espagne   | 21.500 |
| 5    | Xiaofeng Zhou     | Chine     | 21.450 |
| 6    | Emanuele Pagliuca | Italie    | 21.830 |
| 7    | Benjamin Garavel  | France    | 20.950 |
| 8    | Zsolt Roik        | Hongrie   | 19.800 |

## Couples
| Rank | Gymnasts                                               | Country      | Point  |
| ---- | ------------------------------------------------------ | ------------ | ------ |
|      | Sara Moreno, Vicente Lli                               | Espagne      | 21.750 |
|      | Aurélie Joly, Julien Chaninet                          | France       | 21.100 |
|      | Cristina Simona Nedelcu, Tudorel-Valentin Mavrodineanu | Roumanie     | 21.000 |
| 4    | Julia Bianchi, Emanuele Pagiuca                        | Italie       | 20.800 |
| 5    | Eugenie Raphael, Gaylord Oubrier                       | France       | 20.550 |
| 6    | Hyun Kyung Shin, Gountaek Kim                          | Corée du Sud | 20.500 |
| 7    | Polina Amosenok, Garsevan Dzhanazyan                   | Russie       | 20.500 |
| 8    | Kyung Ho Lee, Yeon Sun Park                            | Corée du Sud | 19.950 |

## Trio
| Rank | Gymnasts                                                 | Country  | Point  |
| ---- | -------------------------------------------------------- | -------- | ------ |
|      | Le Tao, Lei Che, Yong Qin                                | Chine    | 22.250 |
|      | Valentin Mavrodineanu, Petru Porime Tolan, Mircea Zamfir | Roumanie | 22.100 |
|      | Morgan Jacquemin, Benjamin Garavel, Nicolas Garavel      | France   | 21.250 |
| 4    | Irina Klopova, Veronica Koroneva, Evgeniya Kudymova      | Russie   | 20.942 |
| 5    | Maxim Grinin, Igor Trushkov, Kirill Lobanznyuk           | Russie   | 20.&50 |
| 6    | Ba Dong Vu, Tien Phuong Nguyen, Thi Thu Ha Tran          | Viêt Nam | 21.739 |
| 7    | Junwei Wang, Tong Zhang, Pei Wang                        | Chine    | 20.400 |
| 8    | Vito Iaia, Antonio Caforio, Emanuele Pagliuca            | Italie   | 20.300 |

## Groupes
| Rank | Gymnast | Country      | Point  |
| ---- | --- | ------------ | ------ |
|      | Valentin Mavrodineanu, Petru Porime Tolan, Mircea Zamfir, Florin Nebunu, Cosmin Darius Muj, Bogdan Popa                        | Roumanie     | 21.650 |
|      | Le Tao, Lei Che, Chao Liu, Pei Wang, Yong Qin, Junwei Wang                                                                     | Chine        | 21.550 |
|      | Gaylord Oubrier, Benjamin Garavel, Morgan Jacquemin, Nicolas Garavel, Aurélie Joly, Julien Chaninet                            | France       | 21.139 |
| 4    | Igor Trushkov, Kirill Lobaznyuk, Garsevan Dzhanazyan, Dimitry Ekimenko, Danil Chayun, Alexander Kondratichev                   | Russie       | 20.850 |
| 5    | Inchan Hwang, Gountaeck Kim, Sungkyu Song, Taejin Park, Sunghwa Lee, Kyung Ho Lee                                              | Corée du Sud | 20.500 |
| 6    | Irina Klopova, Veronika Koronova, Evgeniya Chetvernya, Polina Amosenok, Azhella Korotkova, Evgeniya Kudymova                   | Russie       | 20.434 |
| 7    | Cristina Antonescu, Oana Corina Constantin, Laura Andreea Cristache, Nadina Ionela Hotca, Cristina Nedelcu, Anca Claudia Surdu | Roumanie     | 20.234 |
| 8    | Ylenia Giugno, Valentina Torcellan, Emanuele Pagliuca, Vito Iaia, Antonio Caforio, Luca Fancello                               | Italie       | 20.107 |

## Tableau des médailles
| Rang | Nation | Or | Argent | Bronze | Total |
| ---- | ------ | -- | ------ | ------ | ----- |
| 1    | ROU    | 1  | 2      | 1      | 4     |
| 1    | FRA    | 1  | 1      | 2      | 4     |
| 2    | CHN    | 1  | 1      | 0      | 2     |
| 3    | BRA    | 1  | 0      | 0      | 1     |
| 3    | ESP    | 1  | 0      | 0      | 1     |
| 3    | ITA    | 0  | 1      | 0      | 1     |
| 3    | NZL    | 0  | 0      | 1      | 1     |
| 3    | AUS    | 0  | 0      | 1      | 1     |